# Beudantiella
Beudantiella – rodzaj głowonogów z wymarłej podgromady amonitów.
Żył w okresie kredy (alb).